# Rzeczyca Mała
Rzeczyca Mała (deutsch Klein Reetz) ist ein Dorf in der polnischen Woiwodschaft Westpommern in unmittelbarer Grenzlage zur Woiwodschaft Pommern. Es gehört zur Stadt- und Landgemeinde Polanów (Pollnow) im Powiat Koszaliński (Kreis Köslin).

## Geographische Lage
Rzeczyca Mała liegt sieben Kilometer südöstlich der Stadt Polanów (Pollnow) an der Woiwodschaftsstraße 206 Koszalin (Köslin) – Miastko (Rummelsburg) und ist über eine wenige hundert Meter lange Stichstraße zu erreichen. Bahnanschluss besteht über die sechs Kilometer entfernte Station Przytocko (Pritzig) an der von Piła (Schneidemühl) nach Ustka (Stolpmünde). Bis 1945 bestand außerdem über die Station Rzeczyca Wielka ((Groß) Reetz, 1 km) Anschluss an die Bahnstrecke Gramenz–Zollbrück sowie über Polanów (Pollnow, 7 km) an die Bahnstrecke Schlawe–Pollnow–Breitenberg der Schlawer Bahnen.

## Ortsname
Die deutsche Ortsbezeichnung dient der Unterscheidung zum nahegelegenen Dorf Groß Reetz (ab 1928 nur noch Reetz, Rzeczyca Wielka), der sich auch die polnische Namensgebung anschließt.

## Geschichte
Die älteste Geschichte von Rzeczyca Mała fällt mit der von Groß Reetz (Rzeczyca Wielka) zusammen. Ursprünglich ein Vorwerk mit zwei Kossäten, werden diese 1784 Halbbauern genannt. Am Ende des 18. Jahrhunderts besaß Klein Reetz außer dem Gut noch ein Vorwerk in der Feldmark, Lattenkaten genannt. Im Jahre 1928 kam Klein reetz im Rahmen der Neuordnung zur Landgemeinde Reetz.
Gehörte Klein Reetz anfangs zu Pritzig (Przytocko), erhielten es in der Erbteilung von 1672 Rüdiger und Adam Heinrich, Söhne des Christian Lettow zu Pritzig. 1749 wurde Klein reetz an den Hofgerichtsrat Felix Otto von Kameke verkauft. Im Besitz seiner Familie blieb es bis 1902. Danach hatte es wechselnde Besitzer und kam 1935 schließlich in das Eigentum von Hans von Wedemeyer.
Im Jahre 1812 zählte Klein reetz 44 Einwohner. Ihre Zahl stieg bis 1843 auf 93, betrug 1885 noch 79 und 1925 schon wieder 88. Im Jahre 1928 wurde der Ort in die Gemeinde Reetz eingegliedert.
Bis 1945 lag Klein Reetz im pommerschen Landkreis Rummelsburg im Regierungsbezirk Köslin der preußischen Provinz Pommern.
Seit 1945 ist der Ort unter der Bezeichnung Rzeczyca Mała polnisch und Teil der Gmina Polanów im Powiat Koszaliński in der Woiwodschaft Westpommern (1975–1998 Woiwodschaft Koszalin).

## Kirche
Die Bevölkerung von Klein Reetz war vor 1945 fast ausnahmslos evangelisch. Der Ort gehörte zum Kirchspiel Pritzig (heute polnisch: Przytocko) im Kirchenkreis Rummelsburg (Miastko) im Ostsprengel der Kirchenprovinz Pommern der Kirche der Altpreußischen Union.
Die Einwohner von Rzeczyca Mała sind seit 1945 überwiegend katholisch. Sie gehören zur Kirchengemeinde Rzeczyca Wielka ((Groß) Reetz), wo 1998 ein Gotteshaus gebaut wurde. Es ist Filialkirche in der Pfarrei Polanów (Pollnow), die dem gleichnamigen Dekanat im Bistum Köslin-Kolberg in der Katholischen Kirche in Polen zugehört.
Hier lebende evangelische Kirchenglieder sind in die Kreuzkirchengemeinde in Słupsk (Stolp) eingepfarrt, die zur Diözese Pommern-Großpolen der Evangelisch-Augsburgischen Kirche in Polen gehört.